# Jerry Cornes
John Frederick « Jerry » Cornes (né le 23 mars 1910 à Darjeeling en Inde britannique et décédé le 19 juin 2001 à Winchester) est un athlète britannique spécialiste du 1 500 mètres. 

## Biographie

### Palmarès
| Date | Compétition                  | Lieu        | Résultat | Épreuve      | Performance  |
| ---- | ---------------------------- | ----------- | -------- | ------------ | ------------ |
| 1930 | Jeux de l'Empire britannique | Hamilton    | 3e       | Mile         |              |
| 1932 | Jeux olympiques d'été        | Los Angeles | 2e       | 1 500 mètres | 3 min 52 s 6 |

### Records
| Épreuve      | Performance   | Lieu | Date |
| ------------ | ------------- | ---- | ---- |
| 1 500 mètres | 3 min 51 s 4  |      | 1936 |
| Mile         | 4 min 13 s 6e |      | 1936 |